# Kirino Toshiaki
 (février 2025).
Motif : Article ne reposant pas suffisamment sur des sources secondaires et manquement à WP:Exactitude et vérité par le nombre d'informations très peu sourcées dans l'article et qui frôlent le WP:Travail inédit.
- Archive Wikiwix
- Bing
- Cairn
- DuckDuckGo
- E. Universalis
- Gallica
- Google
- G. Books
- G. News
- G. Scholar
- Persée
- Qwant
- (zh) Baidu
- (ru) Yandex
- (wd) trouver des œuvres sur Wikidata

| 1. | Préciser le motif de la pose du bandeau. | Précisez le motif de la pose du bandeau en utilisant la syntaxe suivante : {{admissibilité à vérifier\|date=mars 2025\|motif=remplacez ce texte par le motif}}                       |
| 2. | Informer les utilisateurs concernés.     | Pensez à avertir le créateur de l'article, par exemple, en insérant le code ci-dessous sur sa page de discussion : {{subst:avertissement admissibilité à vérifier\|Kirino Toshiaki}} |

 (janvier 2023).
Si vous disposez d'ouvrages ou d'articles de référence ou si vous connaissez des sites web de qualité traitant du thème abordé ici, merci de compléter l'article en donnant les références utiles à sa vérifiabilité et en les liant à la section « Notes et références ».
Pour les articles homonymes, voir Kirino.
Kirino Toshiaki est un nom japonais traditionnel ; le nom de famille (ou le nom d'école), Kirino, précède donc le prénom (ou le nom d'artiste).
Kirino Toshiaki (桐野利秋, décembre 1838-24 septembre 1877) était un samouraï de la fin de l'époque d'Edo et un général de l'Armée impériale japonaise du début de l'ère Meiji.

## Biographie
Kirino, également connu sous le nom de « Hanjirō Nakamura » (中村半次郎), était l'un des quatre hitokiri du Bakumatsu. Son style d'épée était le Ko-jigen-ryū, une branche du Jigen-ryū (en), un style de kenjutsu tout en puissance, se spécialisant dans l'assaut frontal audacieux. Durant la guerre de Boshin, en tant que commandant en chef des forces de Satsuma, il fut un haut dirigeant de la nouvelle armée impériale. Kirino fut le représentant de l'armée impériale lors de la reddition du château d'Aizuwakamatsu, où il a reçu la pétition pour la soumission de Katamori Matsudaira, le seigneur d'Aizu.
Kirino est devenu général de brigade pendant les premières années de l'Armée impériale japonaise. Cependant, il a rejoint les forces de Takamori Saigō pendant la rébellion de Satsuma, participant à la marche au nord à Kumamoto. Kirino est resté avec Saigō jusqu'à la fin, où il fut finalement tué sur le champ de bataille.

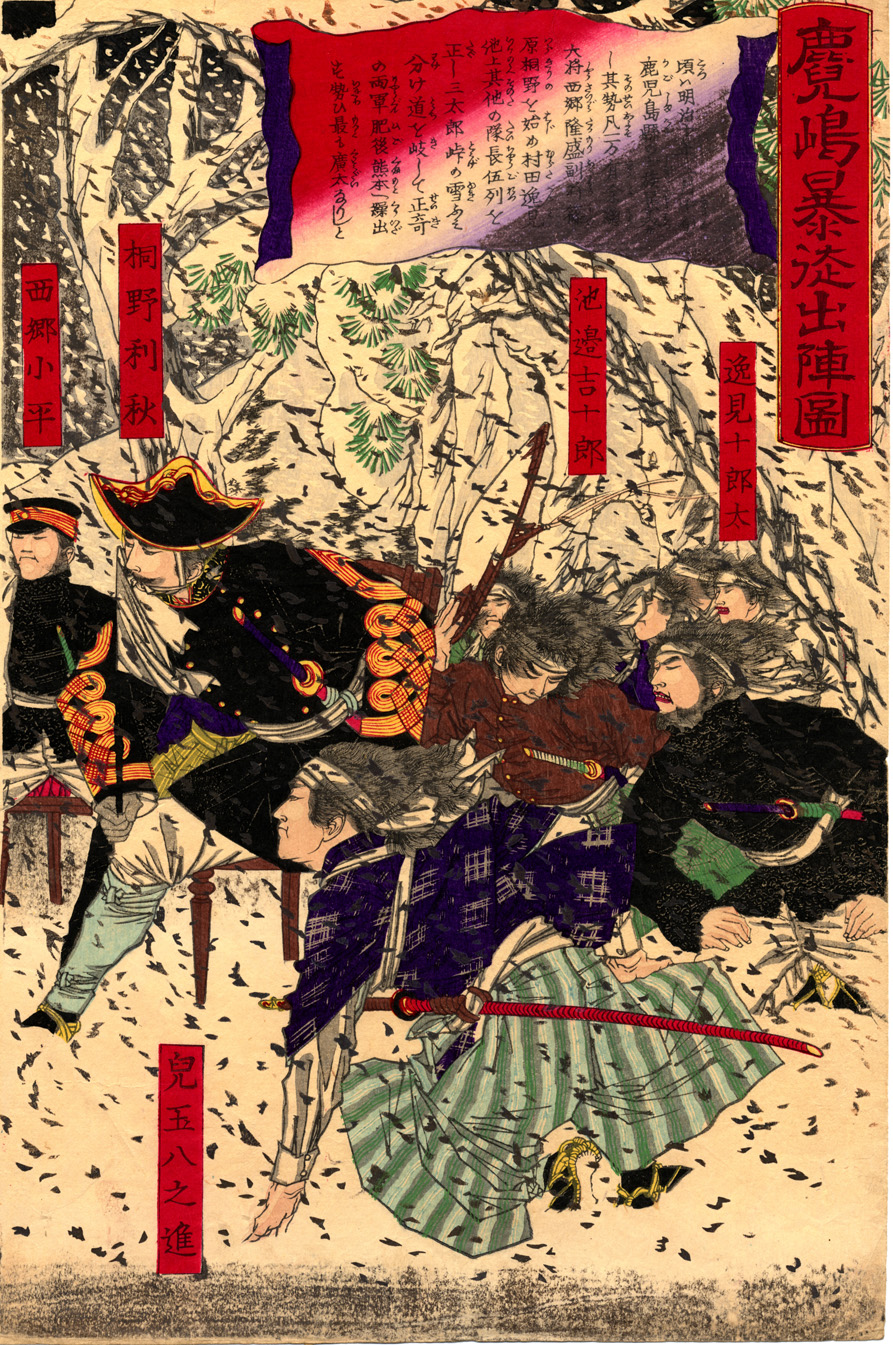
Estampe sur bois de Tsukioka Yoshitoshi représentant Kirino (en uniforme occidental) en action durant la rébellion de Satsuma.

Aimant beaucoup l'eau de Cologne française, Kirino en portait même pendant sa dernière bataille à Shiroyama.
L'épouse de Kirino, Hisa, était une artiste martiale douée. Dans les estampes sur bois contemporaines dépeignant le soulèvement, elle est également montrée participant à la marche ; à la différence de son mari, elle a vécu jusqu'en 1920.

## Représentations contemporaines
Kirino apparaît comme personnage dans Getsumei seiki de Kenji Morita.
Kirino apparaît également en tant que commandant de l'armée dans le manga RED: Livin' on The Edge de Kenichi Muraeda.
Kirino apparaît comme personnage, interprété par Ken Ogata dans le film Les Derniers Samouraïs de Kenji Misumi (1974).
Un film japonais[Lequel ?] a été fait sur lui en 2010, le prenant comme personnage principal.
Il apparaît dans Rise of the Ronin, avec les autres Hitokiri, mais comme beaucoup de personnages historiques, il y est de montré de manière peu fidèle à la réalité[réf. nécessaire]. 